# Jean-Louis Gassée
Jean-Louis Gassée (* März 1944 in Paris) ist ein französischer Unternehmer. Er war von 1981 bis 1990 Mitarbeiter bei Apple und gründete danach das Unternehmen Be Incorporated.
Gassée war anfangs Chef der Apple-Niederlassung Frankreich und ging später als Chef der Entwicklungsabteilung von Apple in die USA. Als er dem Apple-Management den Vorschlag machte, ein völlig neues Betriebssystem zu entwickeln, stieß er jedoch auf taube Ohren. So verließ er Apple und gründete 1990 mit Steve Sakoman das Unternehmen Be Incorporated, welches dieses Betriebssystem – das BeOS – sowie eigens dafür optimierte Computer namens BeBox entwickelte. Das Unternehmen war jedoch nie rentabel; 2001 wurde das Betriebssystem zusammen mit dem Entwicklerteam vom PDA-Hersteller Palm Inc. aufgekauft. Be Incorporated führte dann noch einen Gerichtsprozess gegen Microsoft, der in einem Vergleich endete. Die erlangte Schadensersatzzahlung wurde weitgehend an die verbliebenen Aktionäre ausgeschüttet und das Unternehmen danach abgewickelt.
Jean-Louis Gassée arbeitete für Palm bis zum Jahr 2002 und war danach als Manager in verschiedenen Unternehmen tätig, gehörte jedoch ab Herbst 2002 zum Aufsichtsrat von PalmSource, dessen Vorsitz er im November 2004 übernahm und bis Ende 2005 innehatte.
Mittlerweile arbeitet er als Board Director beim kalifornischen Risikokapital-Unternehmen Allegis Capital.